# Obština Bobov Dol
Obština Bobov Dol (bulharsky Община Бобов дол) je bulharská jednotka územní samosprávy v Kjustendilské oblasti. Leží v západním Bulharsku, na jižních svazích pohoří Koňavska planina. Správním střediskem je město Bobov Dol, kromě něj zahrnuje obština 17 vesnic. Žije zde necelých 8 tisíc stálých obyvatel.
Ve městě Bobov Dol byla ve čtvrtek 27. března 1975 uvedena do provozu tepelná elektrárna, která byla v té době druhá největší v Bulharsku.

## Sídla
- Babino[p 1]
- Babinska Reka
- Blato
- Bobov Dol[p 2] (sídlo správy)
- Dolistovo[p 1]
- Golema Fuča
- Golemo Selo[p 1]
- Goljam Vărbovnik[p 1]
- Gorna Koznica
- Korkina[p 1]
- Lokvata
- Mala Fuča[p 1]
- Mali Vărbovnik
- Malo Selo[p 1]
- Mlamolovo[p 1]
- Novoseljane
- Paničarevo
- Šatrovo

## Sousední obštiny
| Růžice kompasu |            | Radomir           |         | Růžice kompasu |
| Růžice kompasu | Kjustendil | Sever             | Dupnica | Růžice kompasu |
| Růžice kompasu | Kjustendil | Obština Bobov Dol | Dupnica | Růžice kompasu |
| Růžice kompasu | Kjustendil | Jih               | Dupnica | Růžice kompasu |
| Růžice kompasu | Nevestino  | Boboševo          |         | Růžice kompasu |

## Obyvatelstvo
V obštině žije 7 570 stálých obyvatel a včetně přechodně hlášených obyvatel 8 740. Podle sčítáni 1. února 2011 bylo národnostní složení následující:
- Bulhaři: 8 082 (95.2 %)
- Romové: 290 (3.4 %)
- Turci: 48 (0.6 %)
- ostatní: 68 (0.8 %)